# Dreams and Desires: Family Ties
Dreams and Desires: Family Ties ist ein britischer animierter Kurzfilm von Joanna Quinn aus dem Jahr 2006.

## Handlung
Die wohlbeleibte Beryl hat eine digitale Videokamera bekommen, mit der sie die Hochzeit ihrer Freundin Mandy aufzeichnen will. Ambitioniert besorgt sie sich Bücher über verschiedene Regiegrößen und macht sich am Tag der Hochzeit ans Werk. Ihre Kamera erfasst Pannen beim Anziehen des engen, roten Hochzeitskleides, eine chaotische Fahrt zur Kirche mit Hund, eine desaströse Trauung, bei der durch Beryls Verschulden am Ende sogar das Kruzifix abstürzt, sowie die anschließende Feier. Beryl filmt fleißig mit, wird jedoch immer betrunkener, bis sie dem Familienhund die Kamera auf den Rücken bindet, der so weitere chaotische Szenen erfasst. Am nächsten Tag ist Beryl niedergeschlagen, weil sie zu ambitioniert war und am Ende alles schiefgelaufen ist.

## Produktion
Dreams and Desires: Family Ties wurde traditionell mit Stift auf Papier animiert. Die Szenen werden als Videoaufnahmen Beryls gezeigt, sodass sie nur zu sehen ist, wenn sie die Kamera auf sich richtet. Der Abbruch der Szenen ist stets durch ein flimmerndes Bild markiert. Beryl wird im Film von Menna Trussler gesprochen. Der Film lief am 5. June 2006 auf dem Festival d’Animation Annecy an.

## Auszeichnungen
Dreams and Desires: Family Ties gewann 2006 den Cartoon d’Or des europäischen Cartoon-Forums. Auf dem Ottawa International Animation Festival erhielt der Film den Nelvana Grand Prize for Best Independent Short Animation, den Hauptpreis für Kurzanimationsfilme. Er wurde 2007 für den BAFTA in der Kategorie Bester animierter Kurzfilm nominiert, konnte sich jedoch nicht gegen Guy 101 durchsetzen. Beim Europäischen Filmpreis 2007 war Dreams and Desires: Family Ties als Bester Kurzfilm nominiert.